# Gesetz gegen den unlauteren Wettbewerb
Das Gesetz gegen den unlauteren Wettbewerb (UWG), amtliche Abkürzung UWG, ist im deutschen Recht die gesetzliche Grundlage der Bekämpfung unlauteren Wettbewerbs. Es ist ein Teil des Lauterkeitsrechts.
Das UWG regelt das Marktverhalten der Unternehmen und entspricht daher Vorschriften, die in anderen Rechtsordnungen etwa als „Marktrecht“ oder „Recht der Geschäftspraktiken“ („trade practices law“) bezeichnet werden.
Das UWG schützt die Mitbewerber, die Verbraucher und die Allgemeinheit (Dreigliedrigkeit des Schutzzweckes) vor einer ungerechten Wettbewerbsverzerrung – beispielsweise durch irreführende Werbung. Das UWG wird vom europäischen Gemeinschaftsrecht maßgeblich beeinflusst. Dieses Recht versucht, einige Bereiche europaweit mittels verbindlich umzusetzender Richtlinien zu harmonisieren. Die Geltung des Herkunftslandprinzips auch bei der Bekämpfung des unlauteren Wettbewerbes ist hingegen ein Desiderat der deutschen Unternehmen.
Im Einzelnen gewährt das UWG Unterlassungs-, Schadensersatz-, Beseitigungs-, Gewinnabschöpfungs- und Auskunftsansprüche. Seit seinem Inkrafttreten im Jahr 1896 wurde es häufig novelliert, umfassend zuletzt 2015.

## Entstehungsgeschichte
Bis in das Jahr 1894 gab es keine gesetzliche Reglung gegen einen unlauteren Wettbewerb, da sich die Gerichte vorstellten, dass solche Regeln die neu geschaffene Gewerbefreiheit unterlaufen würden. Nach der Apollinaris-Entscheidung des Reichsgerichtes vom 21. Dezember 1880 sollte eine Handlung nicht durch andere Normen verboten werden, sofern sie nach dem Gesetz über Markenschutz vom 30. November 1874 (RGBl. S. 143) erlaubt war.
Die erste gesetzliche Regel wurde im Jahre 1894 mit den §§ 15, 16 des Gesetzes zum Schutz der Warenbezeichnungen geschaffen. Da dies bald aber nur noch unzureichenden Schutz bot, wurde 1896 das Gesetz zur Bekämpfung des unlauteren Wettbewerbes mit Einzelfallregelungen zur Unlauterkeit erlassen. Am 1. Oktober 1909 trat dann die Neufassung vom 7. Juni 1909 (RGBl. S. 499) unter dem bis heute aktuellen Titel in Kraft. Darin wurde auch die erste Generalklausel aufgenommen, wobei nach der Intention des Gesetzgebers das Gesetz nur dem Schutz der Mitbewerber, nicht aber dem Verbraucherschutz dienen sollte. Später wurde diese Klausel dann fallengelassen und der Schutzzweck des Gesetzes auf alle Marktteilnehmer ausgedehnt.

## Gesetz gegen den unlauteren Wettbewerb
Das UWG in seiner bis zum 7. Juli 2004 geltenden Fassung setzte einen Verstoß gegen die guten Sitten voraus (§ 1 UWG – Generalklausel). Mangels einer Legaldefinition des Begriffs der „guten (Geschäfts-)Sitten“ wurden von Rechtsprechung und Literatur Fallgruppen herausgearbeitet, wie beispielsweise Kundenfang, Behinderung, Ausbeutung, Rechtsbruch und Marktstörung. Trotz Ausdifferenzierung dieser Fallgruppen blieben Rechtsstreitigkeiten problematisch, da eine Vielzahl gerichtlicher Entscheidungen als Einzelfallentscheidungen an das anglo-amerikanische Fallrecht (case law) erinnerte.
Durch die am 8. Juli 2004 in Kraft getretene Neufassung wurde das UWG erstmals grundlegend reformiert. Die Reform erfolgte vor dem Hintergrund europarechtlicher Vorgaben und im Bestreben nach fortschreitender Harmonisierung der Rechtsverhältnisse in Europa. Sie führte zu einer erheblichen Liberalisierung des Wettbewerbsrechtes, nachdem die Rechtsprechung bereits zuvor insbesondere durch ein moderneres Verbraucherleitbild mit alten Traditionen gebrochen hatte. Ursprünglich war die deutsche Rechtsprechung für die Anwendung des UWG von einem „flüchtigen“ unkritischen Verbraucher ausgegangen, so dass die Schwelle zum irreführenden Charakter einer geschäftlichen Handlung relativ schnell erreicht war. Dies engte die Handlungsfreiheit der Unternehmen relativ stark ein, was zu starker Kritik im Schrifttum geführt hatte. Seit Ende der 1990er Jahre ging die Rechtsprechung dann von dem durch den EuGH geprägten Bild des „durchschnittlich informierten, aufmerksamen und verständigen Durchschnittsverbrauchers“ aus, so dass seitdem besonders unaufmerksame oder leichtgläubige Verbraucher nicht mehr zur Bestimmung des Schutzbereichs des UWG herangezogen werden.
Im UWG 2004 wurden die früheren Generalklauseln der § 1 UWG (Verstoß gegen die guten Sitten) und § 3 UWG (Verbot irreführender Werbung) durch eine neue Generalklausel in § 3 UWG (2004) ersetzt, die durch Beispieltatbestände in den §§ 4–7 UWG konkretisiert wurde. Gleichzeitig sind insbesondere die umstrittenen Vorschriften über Jubiläums- und Sonderverkäufe (einschließlich des Sommer- und Winterschlussverkaufs) und über den Räumungsverkauf weggefallen, nachdem der Gesetzgeber bereits kurz zuvor die aus den 1930er Jahren stammenden strikten Regelungen zu Rabatten (RabattG) und Zugaben (ZugabeVO) ersatzlos gestrichen hatte.
Umfangreiche Änderungen des UWG enthielt das Erste Gesetz zur Änderung des Gesetzes gegen unlauteren Wettbewerb. Das Gesetz behielt die gleiche Struktur wie das UWG 2004, wurde aber erneut aufgrund der europarechtlichen Vorgaben erheblich modifiziert. Dies gilt insbesondere für § 3 UWG (einschließlich der Anlage zu § 3 Abs. 3 UWG („Schwarze Liste“) und § 5 UWG). Am 10. Dezember 2015 ist das Zweite Gesetz zur Änderung des Gesetzes gegen den unlauteren Wettbewerb in Kraft getreten. Die Grundstruktur einer einheitlichen Regelung für den B2B- und B2C-Bereich wurde beibehalten. Gleichwohl finden sich unterschiedliche Bestimmungen für den B2C-Bereich in § 3 Abs. 2–4 UWG, während § 4 Nr. 1–2 und 4 UWG n.F. besondere Regelungen für den B2B-Bereich enthält. Die „fachliche Sorgfalt“ in § 2 Nr. 7 UWG wurde zur „unternehmerischen Sorgfalt“.

### Einfluss des europäischen Sekundärrechtes
Das nationale Wettbewerbsrecht wird zunehmend von Richtlinien der Europäischen Union beeinflusst, die von den Mitgliedstaaten der EU in ihr jeweiliges nationales Recht umgesetzt werden müssen. Dies führt zu einer Angleichung des Rechts des unlauteren Wettbewerbs in der Gemeinschaft.
In jüngster Zeit haben insbesondere die Richtlinie 2005/29/EG des Europäischen Parlamentes und des Rates vom 11. Mai 2005 über unlautere Geschäftspraktiken im binnenmarktinternen Geschäftsverkehr zwischen Unternehmen und Verbrauchern (UGP-Richtlinie) sowie die Richtlinie 2006/114/EG des Europäischen Parlaments und des Rates vom 12. Dezember 2006 über irreführende und vergleichende Werbung (Werbe-Richtlinie) die Entwicklung des UWG geprägt, zuvor bereits die Richtlinie 2002/58/EG (ePrivacy-Richtlinie), die Richtlinie 2000/31/EG (E-Commerce-Richtlinie) und die Richtlinie 97/7/EG (Fernabsatz-Richtlinie).
Die größte Bedeutung nimmt die Richtlinie 2005/29/EG ein, durch die mit dem 1. UWGÄndG zum 30. Dezember 2008 eine Vollharmonisierung des Lauterkeitsrechts im Verhältnis Unternehmen – Verbraucher (B2C) herbeigeführt wurde.
Vollharmonisierung bedeutet, dass keine milderen oder strengeren Regeln zulässig sind (auch nicht zur Erreichung eines höheren Verbraucherschutzniveaus). Problematisch ist daher § 4 Nr. 6 UWG, wonach unlauter handelt, wer die Teilnahme von Verbrauchern an einem Gewinnspiel vom Erwerb eine Ware abhängig macht (ohne dass es nach dem Wortlaut darauf ankommt, ob dadurch der Verbraucher wesentlich beeinflusst wird). Denn nach der europäischen Vorgabe sind nur solche Handlungen unlauter, die der beruflichen Sorgfaltspflicht widersprechen und das wirtschaftliche Verhalten des Verbrauchers wesentlich beeinflussen können. Die deutsche Rechtsprechung löst den Widerspruch dadurch, dass ein Verstoß gegen § 4 Nr. 6 UWG nur dann angenommen wird, wenn neben der bloßen Kopplung von Teilnahme und Erwerb ein Verstoß gegen die Erfordernisse der beruflichen Sorgfalt vorliegt (womit letztlich dem europäischen Maßstab entsprochen wird).
Die Richtlinie 2006/114/EG hat im Bereich der vergleichenden Werbung zu einem einheitlichen Regelungsstand in der Europäischen Union geführt. Daneben gibt es noch eine nahezu unüberschaubare Zahl weitere europäischer Vorgaben von der Humanarzneimittelrichtlinie über die Fernsehrichtlinie bis hin zur Telekommunikationsrichtlinie, die – jedenfalls in Teilaspekten – in das Recht des unlauteren Wettbewerbs hineinregieren und im Einzelfall bei der Auslegung der wettbewerbsrechtlichen Bestimmungen berücksichtigt werden müssen.

### Rechtslage seit dem 30. Dezember 2008

#### Allgemeine Bestimmungen
Das Gesetz beginnt nunmehr in § 1 UWG mit der Definition des gesetzlichen Schutzzwecks. Danach sollen Mitbewerber, Verbraucher und sonstige Marktteilnehmer vor unlauteren geschäftlichen Handlungen geschützt werden, wobei zugleich dem Interesse der Allgemeinheit an unverfälschtem Wettbewerb Rechnung getragen werden soll.
Dem schließt sich in § 2 UWG ein Katalog von Definitionen an. Vormals wurde hier unter Ziffer 1 die Wettbewerbshandlung als „jede Handlung mit dem Ziel der Förderung des eigenen oder fremden Absatzes oder Bezugs von Waren oder Dienstleistungen“ definiert. Durch das 1. UWGÄndG wurde stattdessen nunmehr die „geschäftliche Handlung“ definiert. Unter einer solchen versteht man „jedes Verhalten einer Person zugunsten des eigenen oder eines fremden Unternehmers vor, bei oder nach einem Geschäftsabschluss, das mit der Förderung des Absatzes oder des Bezuges von Waren oder Dienstleistungen oder mit dem Abschluss oder der Durchführung eines Vertrages über Waren oder Dienstleistungen objektiv zusammenhängt; als Waren gelten auch Grundstücke, als Dienstleistungen auch Rechte und Verpflichtungen.“
Weitere Definitionen des 1. UWGÄndG betreffen die Begriffe „Marktteilnehmer“, „Mitbewerber“, „Nachricht“, „Verhaltenskodex“, „Unternehmer“ und „fachliche Sorgfalt“, „wesentliche Beeinflussung des wirtschaftlichen Verhaltens des Verbrauchers“ sowie „geschäftliche Entscheidung“.
In § 3 UWG findet sich dann die neue Generalklausel, die nicht mehr auf die guten Sitten im Wettbewerb abstellt, sondern jede unlautere geschäftliche Handlung verbietet, soweit sie geeignet ist, Interessen der Genannten „spürbar zu beeinträchtigen“. Das Merkmal der „Spürbarkeit“ muss jedoch nur bei § 4 Nr. 3, 4, 5 und 11 gesondert geprüft werden, da es ansonsten bereits tatbestandsimmanent ist.
Mit dem 1. UWGÄndG wurde hier ebenfalls als Absatz 2 eine Klausel eingefügt, die geschäftliche Handlungen von Unternehmern gegenüber Verbrauchern für unlauter erklärt, wenn diese nicht der für den Unternehmer geltenden fachlichen Sorgfalt entsprechen und geeignet sind, die Fähigkeit des Verbrauchers, sich auf Grund von Informationen zu entscheiden, spürbar zu beeinträchtigen und ihn zu einer Entscheidung zu veranlassen, die er sonst nicht getroffen hätte.
Auch wird hier ausdrücklich klargestellt, dass dabei auf den durchschnittlichen Verbraucher abzustellen ist bzw., wenn sich die Handlung an eine bestimmte Gruppe richtet, auf die Sicht eines durchschnittlichen Mitgliedes dieser Gruppe.
Weiter wurde Absatz 3 eingefügt, der die im Anhang des Gesetzes aufgeführten geschäftlichen Handlungen stets für unzulässig erklärt, etwa die Verwendung von Gütezeichen, Qualitätskennzeichen oder Ähnlichem ohne die erforderliche Genehmigung (Beispiel: unzulässige CE-Kennzeichnung) oder die unwahre Angabe, bestimmte Waren oder Dienstleistungen seien allgemein oder zu bestimmten Bedingungen nur für einen sehr begrenzten Zeitraum verfügbar, um den Verbraucher zu einer sofortigen geschäftlichen Entscheidung zu veranlassen, ohne dass dieser Zeit und Gelegenheit hat, sich auf Grund von Informationen zu entscheiden. Diese sogenannte „schwarze Liste“ wurde ebenfalls mit dem 1. UWGÄndG eingefügt und enthält insgesamt 30 einzelne Tatbestände unlauterer Geschäftshandlungen. Das Besondere an diesen Tatbeständen ist, dass sie Verhaltensweisen beschreiben, die auf jeden Fall unlauter sind, während alle anderen Verhaltensweisen, die von diesen Tatbeständen nicht erfasst werden, nur unlauter sind, wenn sie gemäß § 3 Abs. 1 UWG zusätzlich noch geeignet sind, den Wettbewerb spürbar zu beeinträchtigen (sog. Bagatellklausel).
Welche Wettbewerbshandlungen noch unlauter sind, ist beispielhaft in den folgenden Vorschriften geregelt. Besonders augenfällig ist, dass seit der UWG-Novelle von 2008 in § 7 UWG die „unzumutbare Belästigung“ nicht mehr nur im Sinne einer bloßen Konkretisierung von § 3 Abs. 1 UWG verstanden werden kann, sondern einen eigenständigen Tatbestand (vgl. § 8 Abs. 1 UWG) darstellt. Im Einzelnen regeln:
- § 4 UWG
  - unsachliche Beeinflussung
  - Ausnutzung der geschäftlichen Unerfahrenheit oder einer Zwangslage, Angstwerbung
  - Verkaufsförderung durch Gewinnspiele
  - getarnte Werbung (so genannte Schleichwerbung)
  - Herabsetzung des Konkurrenten (so genannte Anschwärzung)
  - ergänzender wettbewerbsrechtlicher Leistungsschutz[19]
  - Rechtsbruch – Hinweis: Der Rechtsbruch ist jetzt in § 3a UWG geregelt.
  - irreführende Werbung
- § 6 UWG
  - vergleichende Werbung
- § 7 UWG
  - unzumutbare Belästigung (unaufgeforderte Telefonwerbung, unangeforderte Newsletter, Spam-E-Mail etc.)

#### Rechtsfolgen
In § 8 UWG schließen sich die Regelungen über den Unterlassungsanspruch, in § 9 UWG über den Schadenersatzanspruch und in § 10 UWG über die Gewinnabschöpfung zugunsten der Allgemeinheit an. Es folgen Vorschriften über Verjährung und Verfahren.
Der Kreis derjenigen Personen oder Organisationen, die im Falle einer unzulässigen geschäftlichen Handlung eines Unternehmens Rechtsansprüche geltend machen können, ist in § 8 UWG sehr weit gefasst.
Ein Unterlassungs- und Beseitigungsanspruch kann gemäß § 8 Abs. 3 UWG geltend gemacht werden von
- Mitbewerber (Legaldefinition in § 2 Abs. 1 Nr. 3 UWG),
- Interessenverbände von Marktteilnehmern (also auch Verbraucherverbände).

Es gibt aber Stimmen in der rechtswissenschaftlichen Literatur, die für eine Einschränkung der Anspruchsberechtigung plädieren. So soll z. B. bei einer Anschwärzung eines Konkurrenten nur der Betroffene die Ansprüche geltend machen können, nicht aber andere Mitbewerber bzw. Verbände. Schadensersatz können nur Mitbewerber verlangen, wenn vorsätzlich oder fahrlässig gegen das UWG verstoßen wurde. Allerdings gelingt es nur selten, einen Schaden nachzuweisen, der genau auf den Verstoß zurückzuführen ist. Denn es lässt sich nur schwer belegen, wie sich die geschäftliche Entwicklung ohne den Verstoß zugetragen hätte. Der einzelne betroffene Verbraucher hat keine Ansprüche aus dem UWG. Begründet wird dies damit, dass er über seine Rechte aus dem BGB (Anfechtung, Gewährleistung usw.) ausreichend geschützt ist. Verbraucher können aber bei den anspruchsberechtigten Interessenverbänden anregen, dass diese gegen die UWG-Verstöße vorgehen (wie z. B. die Zentrale zur Bekämpfung des unlauteren Wettbewerbs).
Schadenersatzansprüche können nur Mitbewerber geltend machen, die einen Schaden erlitten haben. Die von unzulässigen geschäftlichen Handlungen betroffenen Verbraucher haben keine Rechtsansprüche. Sie können ihre Interessen aber mittelbar über Verbraucherverbände oder sonstige anspruchsberechtigte Organisationen, etwa die Zentrale zur Bekämpfung unlauteren Wettbewerbs geltend machen.

#### Rechtsweg
Das UWG wird nicht wie das Kartellrecht von Behörden von Amts wegen vollzogen, sondern von den Marktteilnehmern bei Gericht etwa durch Unterlassungsklage durchgesetzt. Ein aus Sicht des Zivilrechts insoweit unübliches Instrument ist hier die Drittunterwerfung mit Rechtswirkung auch gegenüber Dritten, nicht nur zwischen den Prozessparteien.
Nach § 13 I S. 1 UWG sind die Landgerichte erstinstanzlich ausschließlich zuständig (ähnliche Vorschriften sind § 140 MarkenG, § 52 Abs. 1 DesignG, § 27 Abs. 1 GebrMG, § 143 Abs. 1 PatG und § 6 Abs. 1 UKlaG). Die funktionelle Zuständigkeit obliegt, wie der Verweis auf § 95 Abs. 1 Nr. 5 GVG zeigt, den Kammern für Handelssachen, wobei der Kläger dies nach §§ 96, 98, 101 GVG beantragen muss. § 13 Abs. 2 UWG ermächtigt die Landesregierungen ferner, die Zuständigkeiten durch Rechtsverordnung zusammenzufassen, um den Sachverstand der Gerichte besser nutzen zu können. Von dieser Ermächtigung wurde bisher nur wenig Gebrauch gemacht.
Das Urteil des Landgerichtes kann sowohl mit Berufung nach § 511 Abs. 2 Nr. 1 ZPO, § 119 I Nr. 1 GVG zum Oberlandesgericht als auch mit der Sprungrevision § 566 ZPO, § 133 GVG zum Bundesgerichtshof angegriffen werden, sofern der Wert des Beschwerdegegenstandes 600 Euro übersteigt.
Das Urteil des OLG als Berufungsinstanz kann mit der Revision nach § 542 ZPO, § 133 GVG zum Bundesgerichtshof angegriffen werden, soweit das Berufungsgericht die Revision zulässt. Andernfalls kann die unterlegene Partei eine Nichtzulassungsbeschwerde beim BGH einreichen, wenn der Betrag, durch den die unterlegene Partei durch das Berufungsurteil beschwert ist, den Wert von 20.000 Euro übersteigt.
Am Bundesgerichtshof ist der I. Zivilsenat für Streitigkeiten aus dem UWG funktionell zuständig.

#### Einigungsstelle zur Beilegung von Wettbewerbsstreitigkeiten
Eine kostengünstige Alternative zu einem Verfahren vor den ordentlichen Gerichten kann die Einigungsstelle zur Beilegung von Wettbewerbsstreitigkeiten sein. Die Einigungsstellen werden bei den Industrie- und Handelskammern geführt. Anträge, Zuschriften an die Einigungsstelle sind an die örtlich zuständige IHK zu richten. Antragsberechtigt sind Gewerbetreibende, die mit dem Antragsgegner in einem direkten Wettbewerbsverhältnis stehen sowie Verbände zur Förderung gewerblicher Interessen, soweit sie in bürgerlichen Rechtsstreitigkeiten klagen können (§ 15 Abs. 3 in Verbindung mit § 8 UWG). Die Einigungsstelle hat die Aufgabe, in Wettbewerbsstreitfällen eine gütliche Einigung anzustreben. Die Einigungsstelle ist sachlich für die Behandlung von bürgerlich-rechtlichen Streitigkeiten aus dem Wettbewerbsrecht (§ 15 UWG) zuständig. Die Einigungsstelle ist eine echte Schlichtungsstelle. Von ihrer Anrufung wird in der Praxis gleichwohl selten Gebrauch gemacht.
Kommt, meist in einer mündlichen Verhandlung, eine Einigung zwischen den Parteien zustande, wird sie in einem schriftlichen Vergleich in einer besonderen Urkunde niedergelegt. Zumeist sichert der Antragsgegner mit Abschluss eines solchen Vergleichs zu, in der Zukunft die beanstandete Werbung zu unterlassen. Für den Fall einer zukünftigen Zuwiderhandlung gegen den Vergleich wird in der Regel eine Vertragsstrafe vereinbart. Aus einem vor der Einigungsstelle geschlossenen Vergleich kann die Zwangsvollstreckung wie aus einem Urteil – unter entsprechender Anwendung der Zivilprozessordnung – betrieben werden (§ 15 Abs. 7 UWG). Wird keine Einigung erreicht, stellt die Einigungsstelle das Scheitern des Verfahrens fest. Den Parteien bleibt es unbenommen, anschließend gerichtliche Hilfe in Anspruch zu nehmen.

#### Strafbestimmungen
In §§ 16 UWG enthält das Gesetz einen Straftatbestand (Nebenstrafrecht) gegen Irreführende Werbung (§ 16 Abs. 1 UWG) und progressive Kundensysteme wie bestimmte Pyramiden- und Schneeballsysteme (§ 16 Abs. 2 UWG).
Dieser Straftatbestand hat zum Teil einen anderen oder weiteren Schutzzweck als die zivilrechtlichen Vorschriften. So bezweckt etwa § 16 Abs. 2 UWG (auch) den Schutz des Vermögens der Verbraucher und gehört daher – wie etwa der Betrug, § 263 StGB – (auch) zur Gruppe der Vermögensdelikte. Da es insoweit unangemessen erscheint, dem leichtgläubigen Verbraucher den strafrechtlichen Schutz seines Vermögens durch das UWG vorzuenthalten, wird in der strafrechtlichen Literatur diskutiert, ob der Verbraucherbegriff der strafrechtlichen Bestimmungen des UWG möglicherweise weiter ist als derjenige der zivilrechtlichen Bestimmungen. Ein Strafsenat des BGH hat zwischenzeitlich angedeutet, dass er dies für möglich hält.
Bis April 2019 befanden sich um UWG folgende weitere Straftatbestände, die durch das Gesetz zum Schutz von Geschäftsgeheimnissen ersetzt wurden:
- Verrat von Geschäfts- und Betriebsgeheimnissen (§ 17 UWG a. F.) sowie deren Verwertung (Geheimnishehlerei, § 17 Abs. 2 Nr. 2 UWG a. F.)
- Verwertung von Vorlagen (§ 18 UWG a. F.)
- Verleiten und Erbieten zum Geheimnisverrat und zur Verwertung von Vorlagen (§ 19 UWG a. F.).

## Gesellschaftspolitische Aspekte
Als problematisch wird das Wettbewerbsrecht gelegentlich in gesellschaftspolitischer Hinsicht angesehen. So wurden etwa Bedenken laut, das UWG könne zum Zwecke des Wettbewerbs missbraucht werden. Finanzstarke Unternehmen könnten sich auch solche Unterlassungsklagen leisten, die vor Gericht nur geringe Erfolgsaussichten hätten. Damit werde auf andere Unternehmen ein erheblicher finanzieller Druck ausgeübt, was zum Nachgeben verleiten könne, indem ungeprüft strafbewehrte Unterlassungserklärungen abgegeben würden. Ökonomen wiederum kritisieren, dass die Gefahr besteht, das UWG könnte in sich selbst regelnde Marktprozesse eingreifen und diese dadurch langfristig stören. Sie verweisen darauf, dass andere Rechtsordnungen wie etwa das Common Law (Großbritannien, Australien u. a.) mit einer deutlich geringeren Regelungsbreite und -tiefe auskommen und damit gute Erfahrungen gemacht haben.